# Ouésso
Ouésso è una città della Repubblica del Congo settentrionale, nella regione di Sangha. La popolazione era di 75.095 abitanti nel 2023, data dell'ultimo censimento ufficiale del Paese.

## Geografia fisica

### Territorio
La città si stende lungo il fiume Sangha ed è circondata dalla foresta pluviale.

## Infrastrutture e trasporti

### Ferrovie
È collegata attraverso la ferrovia a Brazzaville.

## Società

### Etnie e minoranze straniere
È conosciuta per la popolazione pigmea che vive nei dintorni.